# Radosław (Pomerania)
Radosław [pronunciación en polaco: /raˈdɔswaf/] Es un pueblo en el distrito administrativo de Gmina Tarroęgowo, dentro del Condado de Slupsk, Voivodato de Pomerania, en el norte de Polonia. Se encuentra aproximadamente a 8 kilómetros al norte de Tarroęgowo, 33 kilómetros al este de Słupsk, y 77 kilómetros al oeste de la capital regional, Gdańsk.
Antes de 1648, el área era parte del Ducado de Pomerania, y entre 1648-1945, de Prusia y  luego Alemania. Para la historia de la región, véase Historia de Pomerania.
El pueblo tiene una población de 127 habitantes.